# Берзе ла Вил
Берзе ла Вил (фр. Berzé-la-Ville) насеље је и општина у источном делу централне Француске у региону Бургоња, у департману Саона и Лоара која припада префектури Макон.
По подацима из 2011. године у општини је живело 539 становника, а густина насељености је износила 97,47 становника/km². Општина се простире на површини од 5,53 km². Налази се на средњој надморској висини од 333 метара (максималној 505 m, а минималној 238 m).

## Демографија
| 1962. | 1968. | 1975. | 1982. | 1990. | 1999. | 2011. |
| ----- | ----- | ----- | ----- | ----- | ----- | ----- |
| 319   | 341   | 371   | 410   | 511   | 530   | 539   |

График промене броја становника у току последњих година